# Mårten Gås (seriefigur)
Mårten Gås är en seriefigur i serierna om Kalle Anka och arbetar som dräng åt Farmor Anka. Oftast arbetar han dock inte, utan vilar, vilket är hans enda intresse, förutom att äta. Mårten Gås och Farmor Anka finns som tryck på servisen Disney Classic. Mårten Gås och Farmor Anka är dessutom i Kalle Ankas universum de enda återkommande figurer av olika kön som bor i samma hus.

## Personlighet
Mårten är enligt Don Rosa född 1922. Han är en avlägsen släkting till Farmor Anka. Han är son till "Farmors" brorsdotter Fanny Knös och Gabriel Gås. Han är även ättling i rakt nedstigande led till Ankeborgs grundare Cornelius Knös.
Mårten Gås är mycket lat och han hjälper sällan Farmor Anka med uppgifterna på gården. Istället njuter han av de bakverk som Farmor gör och brukar ofta äta en hel tårta eller två. Aptiten lär han ha ärvt av sin far, Gabriel Gås, som enligt Carl Barks föråt sig till döds.
Mårten brukar komma väl överens med Oppfinnar-Jocke och hans uppfinningar, som gör livet lättare för honom på gården.

## Produktionshistoria
Mårten Gås dök första gången upp i bild i en dagsstripp (Al Taliaferro och Bob Karp) 6 april 1938, då via en illustration i en serieruta. Han framträdde under sitt namn först 9 maj samma år. Samma månad ett år senare premiärvisades Kalle Ankas kusin (Kalle Ankas kusin i svensk översättning), en tecknad kortfilm med manus av Carl Barks och Jack Hannah.